# Silvestre Péricles
Silvestre Péricles de Góis Monteiro (São Luís do Quitunde, 30 de março de 1896 — Rio de Janeiro, 16 de novembro de 1972) foi um militar e político brasileiro, cuja família exerceu o mandarinato em Alagoas durante o Estado Novo.

## Trajetória política
Filho de Pedro Aureliano Monteiro dos Santos e Constança Cavalcante de Góis Monteiro. Formado em Direito pela Universidade Federal de Pernambuco e em Contabilidade pela Academia de Comércio de Porto Alegre. No Rio Grande do Sul foi Auditor de Guerra em Erechim, São Gabriel e Porto Alegre. Em seu estado natal foi redator do Diário Oficial e delegado de polícia em Maceió. Membro de uma família que surgiu na política alagoana a partir da Revolução de 1930, foi candidato ao governo em 1934 pelo Partido Progressista Nacional sem êxito, mas naquele mesmo ano viu seu clã se aproximar de Getúlio Vargas e contar com sua benemerência. O presidente nomeou Pedro Aurélio de Góis Monteiro para o Ministério da Guerra e Edgar de Góis Monteiro para ocupar o Palácio Marechal Floriano Peixoto.
A presença da família na política alagoana ensejou um chiste jocoso por parte de seus adversários de modo a evidenciar tal fato embora houvesse rusgas e até mesmo rivalidade entre os irmãos, o que não impediu a nomeação de Ismar de Góis Monteiro a governador e sua sucessão pelo irmão Edgar. Nesse interregno Pedro Aurélio foi reposto por Vargas no ministério sendo mantido no cargo até o governo de Eurico Gaspar Dutra. Após a redemocratização do país ao final da Segunda Guerra Mundial os irmãos migraram para o Partido Social Democrático (PSD) e Silvestre Péricles foi eleito deputado federal em 1945 e governador de Alagoas em 1947 não conseguindo, porém, ungir seu sucessor. Ainda em sua biografia consta uma passagem como ministro do Tribunal de Contas da União.
Retornou à política em 1958, quando foi eleito senador pelo Partido Social Trabalhista (1946) (PST]) e a partir disso sua rivalidade com Arnon de Melo recrudesceu a ponto de os dois terem protagonizado uma cena de crime em pleno Senado Federal: após uma sucessiva troca de acusações e insultos os rivais participavam da sessão de 4 de dezembro de 1963 quando em momentos distintos eles sacaram suas armas em plenário. Impedido de atingir Melo por intervenção do senador João Agripino, Silvestre Péricles abrigou-se sob a bancada e presenciou o revide de seu desafeto que no afã de atingi-lo assassinou o acreano José Kairala, mas devido a sua imunidade parlamentar Arnon de Melo não sofreu qualquer punição.
Paralelo a situações belicosas com a descrita, Silvestre Péricles migrou para o Partido Democrata Cristão (PDC) e foi derrotado na disputa para o governo de Alagoas em 1960 e em 1962 perdeu a eleição para deputado federal embora tivesse metade de seu mandato de senador a cumprir. Após uma passagem pelo Partido Trabalhista Brasileiro (PTB) ingressou no Movimento Democrático Brasileiro (MDB) após a vitória do regime militar de 1964, e em 1970 perdeu a eleição para deputado federal. Depois dele a cidade de São Luís do Quitunde ainda logrou dois governadores de estado: Lamenha Filho e Divaldo Suruagy.